# يومرا
يومرا (باليونانية: Γέμουρα) هي بلدية ومنطقة في ولاية طربزون، تركيا. تبلغ مساحتها 200 كم2، و عدد سكانها 47,283 (2022). تقع المدينة على ساحل البحر الأسود شرق مدينة طرابزون. رئيس البلدية هو مصطفى بيك (حزب الشعب الجمهوري).